# Khairesztratosz
Khairesztratosz (I. e. 3. század első fele) görög szobrász.

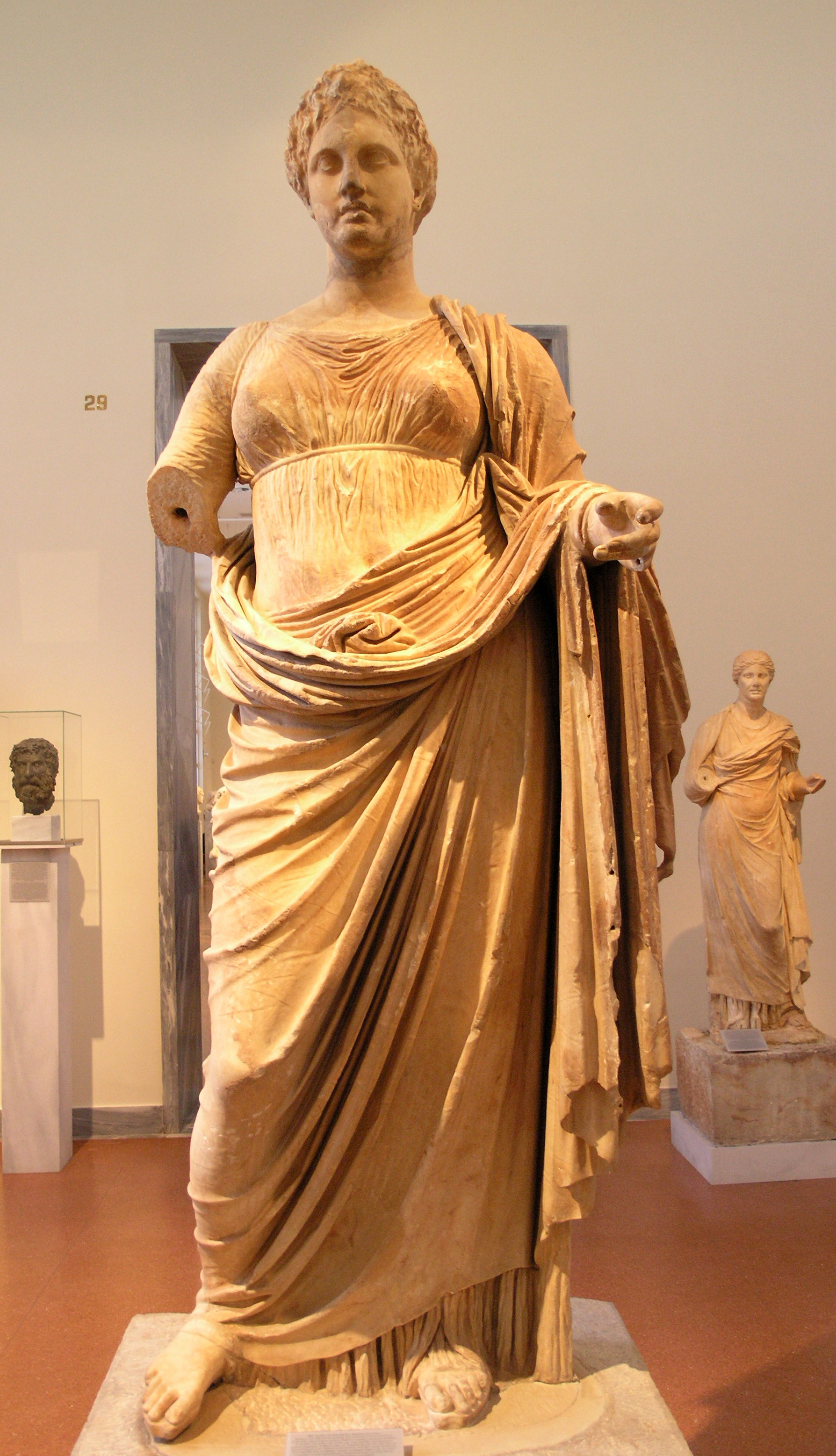
Khairesztratosz Themisz-szobra

Életéről mindössze annyit tudunk, hogy Athénben élt és alkotott. Eredetiben egyetlen műve maradt fenn Themisz istennő állószobra Rhamnusból (Athén, Nemzeti Múzeum). Delphoiban egy szobortöredék került elő, amelyen az ő szignója olvasható.